# Insulatitan watsoni
Insulatitan watsoni är en tvåvingeart som beskrevs av Metz och Irwin 2000. Insulatitan watsoni ingår i släktet Insulatitan och familjen stilettflugor.
Artens utbredningsområde är Kuba. Inga underarter finns listade i Catalogue of Life.